# Diplocephalus hungaricus
Espèce
Diplocephalus hungaricus est une espèce d'araignées aranéomorphes de la famille des Linyphiidae.

## Distribution
Cette espèce est endémique de Hongrie.

## Étymologie
Son nom d'espèce lui a été donné en référence au lieu de sa découverte, la Hongrie.

## Publication originale
- Kulczyński, 1915 : Fragmenta arachnologica, XVIII. Bulletin international de l'Académie des Sciences de Cracovie, Classe des Sciences Mathématiques et Naturelles, vol. 1915, p. 897-942.